# Miroslav Miškuf
Miroslav Miškuf (* 20. prosince 1963) je bývalý slovenský fotbalista, útočník. Po skončení aktivní kariéry působil jako asistent trenéra v Dukle Banská Bystrica.

## Fotbalová kariéra
V dorostu hrál za VSŽ Košice. V lize hrál za Duklu Banská Bystrica a FC Lokomotíva Košice. Hrál za Československo na mistrovství světa do 20 let v roce 1983 v Mexiku.